# Saar Ben Yosef
Saar Ben Yosef (hebräisch סער בן יוסף; * 11. Dezember 1968 in Petach Tikwa) ist ein israelischer Schauspieler, Regisseur und Theaterlehrer. Seine bekannteste Rolle ist Amir Goren aus der Serie Ramat Aviv Gimmel.

## Leben
Ben Yosef absolvierte ein Studium der Theaterwissenschaften an der Talma Yalin School und trat anschließend erstmals im Theater der israelischen Verteidigungsstreitkräfte auf. Er ist Absolvent der Nissan Nativ Acting School. Seine Karriere begann er in Produktionen wie den Musicals „Peter Pan“ und „Der Zauberer!“. Im Jahr 1996 trat er erstmals bei einem Schauspielfestival auf. Im Fernsehen war er in den Serien Ramat Aviv Gimel und Mendel and Gorenstein Investigations Ltd zu sehen. Sein Filmdebüt fand er später in Werken wie „Sipuray Bate Kafe“ und „Kicking Out Shoshana“. Darüber hinaus war er maßgeblich an der Aufnahme von Kinderliedern wie „Wer gut ist und sich freut, klatscht in die Hände – Spiel-Lieder“ nach den Texten von Datiya Ben Dor und „Fun with Animals“ beteiligt. Weitere Bekanntheit erlangte Ben Yosef durch seine Synchronsprechrollen in den Fernsehserien „Huckleberry Finn“, „Fairy Tale Police Department“ und dem Film „Penguins Can Fly“.

## Filmografie (Auswahl)
- 1995–1999: Amat Aviv Gimmel (Fernsehserie, 49 Folgen)
- 1999: Mendel And Gorenstein Investigations Ltd[3]
- 2014: Kicking Out Shoshana